# Jugement de Pâris (mosaïque)

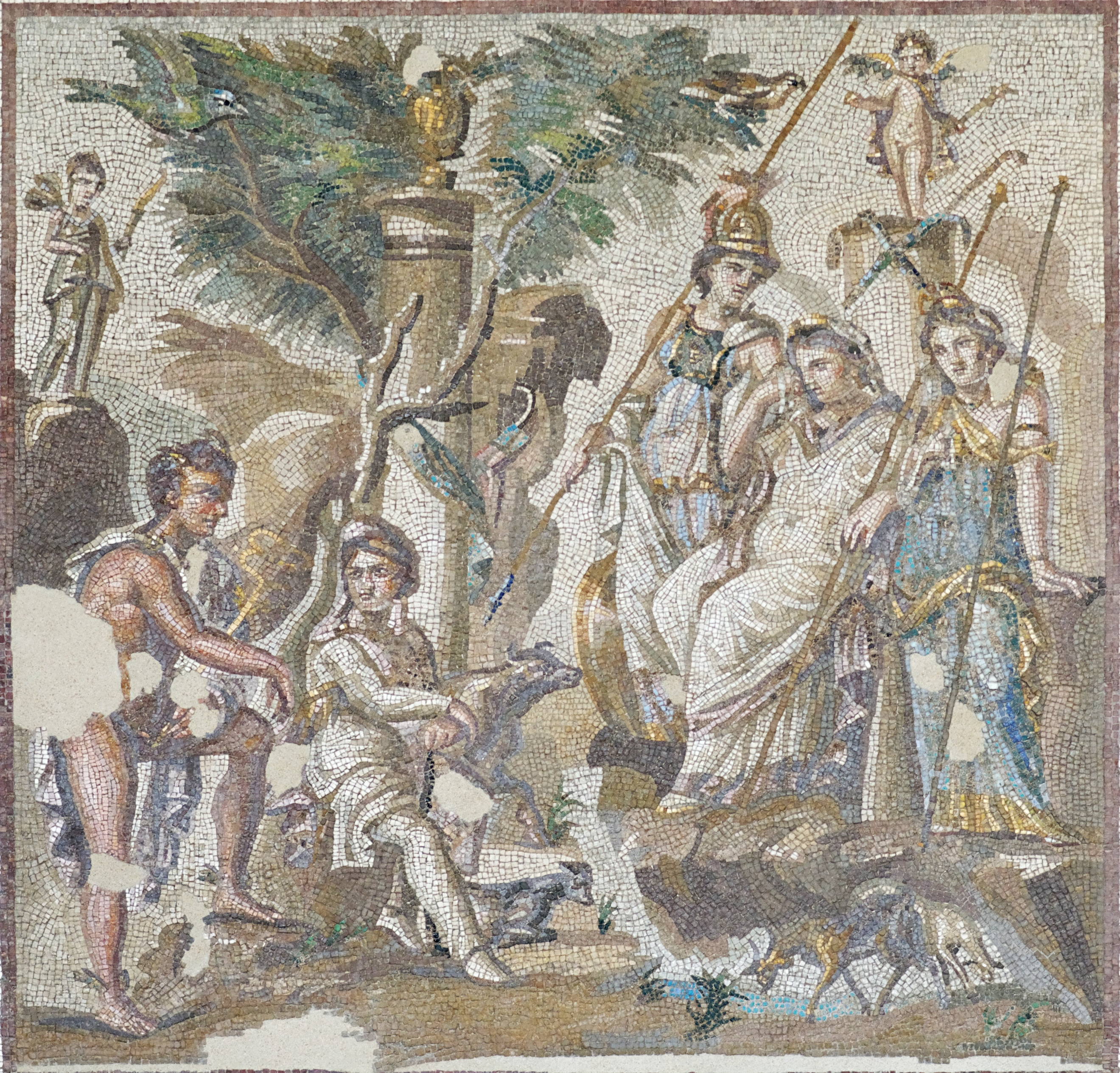
Le Jugement de Pâris (Triclinium de la Maison à Atrium à Antioche-sur-l'Oronte (Turquie).

Le Jugement de Pâris est le thème d'une mosaïque du début du deuxième siècle de notre ère, découvert en 1932 à Antioche. Il est l'une des plus importantes mosaïques de l'ancienne cité, qui est située à une faible distance de la moderne Antakya (Antioche). La mosaïque est conservée à Paris, au Musée du Louvre, mais a déjà été prêtée. En 2007, elle figurait dans une exposition itinérante de pièces importantes que le Louvre a organisé aux États-Unis.

## Description
La mosaïque est de forme carrée. Les côtés font 1,86 mètre de long. À l'origine, elle faisait partie d'une grande mosaïque de sol avec cinq images différentes. Elle formait le plancher de la salle à manger d'une grande maison à Atrium. Le Jugement de Pâris a été la partie centrale et la plus grande de l'ensemble, avec deux autres de chaque côté. Les quatre autres se trouvent dans d'autres musées comme suit :
- Le Concours de Boisson d'Hercule (Musée d'Art de Worcester)
- Aphrodite et Adonis (Musée d'art de l'Université de Princeton)
- La danse des Ménades (Musée d'art de Baltimore)
- La danse des Satyres (Musée d'art de Baltimore)

La mosaïque représente le Jugement de Pâris, un des incidents ayant conduit à la Guerre de Troie. Pâris est représenté assis au milieu de la scène, où il est sollicité afin de déterminer laquelle des trois déesses Héra, Athéna ou Aphrodite, est la plus belle. Les déesses sont debout sur la droite. Sur la gauche, Hermès examine la scène: au-dessus de lui Psyché regarde à partir d'un rocher, tandis que sur le côté droit, au-dessus et derrière les déesses concurrentes, Éros regarde lui aussi, vers le bas à partir du haut d'un pilier. La composition est encadrée d'un riche motif floral dans lequel les feuilles de vigne figurent en bonne place.
L'archéologue-chercheur Doro Levi a vu un certain effet impressionniste dans l'œuvre, en particulier en ce qui concerne l'interaction entre la lumière et les ombres. Le Jugement de Pâris a été un thème populaire dans l'Antiquité. Près de six exemples ont été identifiés parmi les peintures murales à Pompéi. Cependant, seules deux autres mosaïques survivantes ont été trouvées. Elles sont à Kos (Grèce) et à Casariche en Espagne.